# Jangamaseegehalli, Chintamani
Jangamaseegehalli là một làng thuộc tehsil Chintamani, huyện Chikkaballapur, bang Karnataka, Ấn Độ.